# Humanes de Madrid
Humanes de Madrid est une commune de la communauté de Madrid, en Espagne.